# Parastygarctus sterreri
Parastygarctus sterreri är en djurart som tillhör fylumet trögkrypare, och som beskrevs av Jeanne Renaud-Mornant 1970. Parastygarctus sterreri ingår i släktet Parastygarctus och familjen Stygarctidae. Inga underarter finns listade i Catalogue of Life.